# Padre no hay más que uno
Pour plus de détails, voir Fiche technique et Distribution.
Padre no hay más que uno est un film espagnol sorti en 2019, réalisé par Santiago Segura.
Il révèle notamment la jeune actrice, alors enfant, Luna Fulgencio.

## Présentation
Il s'agit d'une adaptation de la comédie argentine Mamá se fue de viaje  d'Ariel Winograd.
Le film est le premier des quatre films appartenant à la série de films Padre no hay más que uno.

## Scénario
Javier est un homme qui croit tout savoir, mais il ne participe jamais à ses devoirs familiaux. Il se retrouve désemparé face à ses enfants quand son épouse doit partir en voyage, le laissant seul avec leur progéniture.

## Distribution
- Santiago Segura : Javier García
- Toni Acosta : Marisa Loyola
- Luna Fulgencio : Rocío García Loyola.
- Pepa Charro : une professeure
- El Rubius : lui-même
- Ona Carbonell : la monitrice de natation
- Boris Izaguirre : juré du casting
- Rosa López : jurée du casting
- Carlos Baute : juré du casting